# 和敬清寂
和敬清寂是日本茶道精神的宗旨。这一宗旨最早由日本茶道的集大成者千利休提出。除了茶道以外，“清寂”也是日本美学的重要原则之一。
“和敬”指主客之间互相尊重谦敬以及人与茶室环境之间的和谐；“清”指身心的清洁无杂念；“寂”则是禅道的追求，指闲寂枯淡之意。“和敬清寂”四字之中，“寂”是最高追求。
有时“和敬清寂”被写成“和敬静寂”，但这实际上是一种误写。